# کی‌لان
کی‌لان (انگلیسی: Kalyan) شرکت کالای لوکس هندی است، که در سال ۱۹۹۳ تأسیس شد.